# Beatriz II de Borgoña
Beatriz II, condesa de Borgoña (1191-7 de mayo de 1231) fue una duquesa consorte de Merania y condesa titular de Borgoña. Pertenecía a la familia suaba de los Hohenstaufen, siendo hija del conde Otón I de Borgoña y de Margarita de Blois, y por lo tanto nieta del emperador Federico Barbarroja.
Nació en 1191, la hermana menor de la condesa Juana I. Desde que su padre fue asesinado en Besanzón en 1200, ella era la siguiente en la línea de sucesión y, efectivamente, sucedió a su hermana Juana cuando ésta murió en 1205. Su tío, Felipe de Suabia, rey de Alemania desde 1198, le había asegurado la herencia borgoñona.
En 1208 se casó con el duque Otón I de Merania, perteneciente a la Casa de Andechs bávara. Tuvieron seis hijos:
- Otón III, conde palatino de Borgoña
- Inés de Merania[4]
- Beatriz de Andechs-Merania[5]
- Margarita
- Adelaida I
- Isabel